# Домкіно (Ленінградська область)
Домкіно (рос. Домкино) — присілок у Лузькому районі Ленінградської області Російської Федерації.
Населення становить 99 осіб. Належить до муніципального утворення Скребловське сільське поселення.

## Історія
Згідно із законом від 28 вересня 2004 року № 65-оз належить до муніципального утворення Скребловське сільське поселення.

## Населення
| 1838 | 1862 | 1961 | 1997 | 2007 | 2010 |
| ---- | ---- | ---- | ---- | ---- | ---- |
| 172  | ↘150 | ↗158 | ↘106 | ↘96  | ↗99  |